# Nasako Besingi
Nasako Besingi est un militant camerounais, défenseur de l'environnement et des droits de l'homme lourdement condamné par la justice à cause de sa lutte contre l'accaparement des terres.

## Biographie

### Enfance, éducation et débuts
Nasako Besingi vit à Mundemba dans la région du Sud-Ouest du Cameroun.

### Carrière
Nasako Besingi est agriculteur. Il est le fondateur et directeur de l'ONG camerounaise Struggle to Economize our Future Environment (SEFE), une organisation des droits de l'homme et de l'environnement qui lutte contre les projets de Herakles Farms,,,,,.

## Prix et distinctions
Il est le lauréat du prix de la société civile TAIGO 2012. Le prix qui récompense l'engagement de Nasako Besingi pour la transparence et la gouvernance, en particulier dans le cadre de sa lutte pour faire connaître les incohérences du projet Herakles Farms et la violation des lois foncières au Cameroun et des conventions internationales qui la caractérisent.